# Feliks Gadomski (żołnierz)
Feliks Gadomski (ur. 26 sierpnia 1896 w Makowie Mazowieckim, zm. 13 kwietnia 1940 w Katyniu) – kapitan uzbrojenia Wojska Polskiego, ofiara zbrodni katyńskiej.

## Życiorys
Urodził się w rodzinie Jana i Weroniki z Kobylińskich. Żołnierz Legionów Polskich. Od 1918 w Wojsku Polskim. Brał udział w wojnie polsko-bolszewickiej. Walczył na Wołyniu w jednostkach artylerii. W 1920 służył w 1 pułku artylerii ciężkiej.
Po zakończeniu działań wojennych pozostał w wojsku. W 1924 służył w stopniu porucznika (starszeństwo z dniem 1 czerwca 1919 i 253 lokatą w korpusie oficerów artylerii) w 2 pułku artylerii ciężkiej. W 1928 był porucznikiem w 5 Samodzielnym dywizjonie artylerii przeciwlotniczej. 18 lutego 1930 został awansowany na stopień kapitana ze starszeństwem z dniem 1 stycznia 1930 i 2. lokatą w korpusie oficerów uzbrojenia. Od 1931 rzeczoznawca broni małokalibrowej w Wojskowym Zakładzie Zaopatrzenia Uzbrojenia w Warszawie. W marcu 1939 pełnił służbę w Kierownictwie Zaopatrzenia Uzbrojenia w Warszawie na stanowisku kierownika grupy odbiorczej Centrum Odbioru Materiałów Uzbrojenia.
W kampanii wrześniowej wzięty do niewoli radzieckiej, 27 września został osadzony w kozielszczańskim obozie jenieckim w obwodzie połtawskim (obecnie Ukraina). Nazwisko Gadomskiego znajduje się na listach jeńców obozu kozielszczańskiego z  30 września, 07, 11, 15–19, 20 i 21 października 1939. W związku z likwidacją obozów przejściowych, 2 listopada został wysłany do obozu w Kozielsku. Przybył tam 4 listopada 1939. 11 kwietnia 1940 został  przekazany do dyspozycji naczelnika smoleńskiego obwodu NKWD – lista wywózkowa  022/3, poz. 47, nr akt 3083 z 9.04.1940. Został zamordowany 13 kwietnia 1940 przez NKWD w lesie katyńskim. Zidentyfikowany podczas ekshumacji prowadzonej przez Niemców w 1943, zapis w dzienniku ekshumacji pod datą 30.04.1943. Figuruje na liście AM-185-747 i liście Komisji Technicznej PCK pod numerem 0747. Podczas ekshumacji znaleziono legitymację odznaczenia, kartę wędkarską, zdjęcia i kalendarzyk kieszonkowy. W Archiwum Robla znajduje się pakiet nr 0747, zawierający opis przedmiotów i kopia zapisek znalezionych przy szczątkach Feliksa Gadomskiego. Krewni do 1946 poszukiwali informacji przez Biuro Informacji i Badań Polskiego Czerwonego Krzyża w Warszawie.
Mieszkał w Warszawie. Był żonaty z Anną z Wiechowskich, miał syna.
5 października 2007 minister obrony narodowej Aleksander Szczygło mianował go pośmiertnie na stopień majora. Awans został ogłoszony 9 listopada 2007, w Warszawie, w trakcie uroczystości „Katyń Pamiętamy – Uczcijmy Pamięć Bohaterów”.

## Ordery i odznaczenia
- Krzyż Niepodległości – 16 września 1931 „za pracę w dziele odzyskania niepodległości”[11]
- Krzyż Walecznych[1]
- Srebrny Krzyż Zasługi – 22 maja 1939 „za zasługi w służbie wojskowej”[12]
- Krzyż Kampanii Wrześniowej – pośmiertnie 1 stycznia 1986[13]